# اما اسنوسیل
اما اسنوسیل (انگلیسی: Emma Snowsill؛ زادهٔ ۱۵ ژوئن ۱۹۸۱) ورزشکار سه‌گانه اهل استرالیا است.